# Font dels Rajums
La Font dels Rajums és una font del terme municipal de Tremp, del Pallars Jussà, a l'antic terme ribagorçà de Sapeira, en territori del poble d'Esplugafreda. Aquesta font apareix per error en el Nomenclàtor oficial de Catalunya com a Font dels Rejuncs.
Està situada a 850 m d'altitud, a les Ribes de Rajums, a l'esquerra del barranc de Rajums i al sud de les Gesseres. És a llevant d'Esplugafreda, en un contrafort nord-oriental de la muntanya de Sant Cosme.